# Porão e Sobrado
Porão e Sobrado é o primeiro livro de contos da autora Lygia Fagundes Telles, publicado em 1938 pela Cia. Brasil Editora S.A., sob o nome de Ligia Fagundes. 

## Estrutura

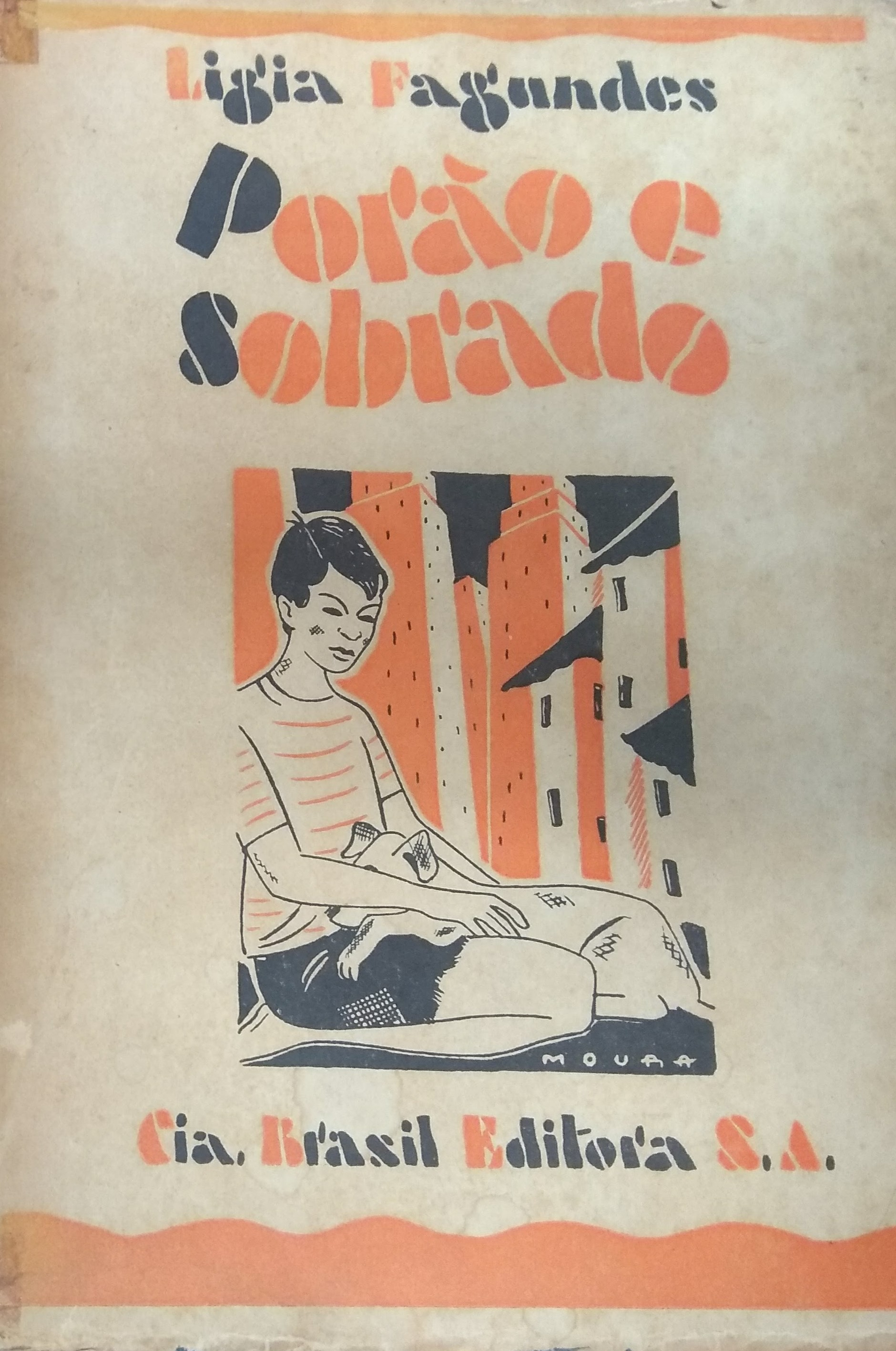
Capa de "Porão e Sobrado", de 1938.

A obra é organizada em duas seções, sendo a primeira referente aos moradores dos porões da cidade e a segunda aos que habitam os sobrados, é composta por 12 contos curtos e tem 93 páginas. É antecedida por um prefácio escrito pela autora e por um texto do jornalista Affonso Schmidt.

## Contos
Seção "Porão":
- Senhor Deus
- Vidóca
- Pensão familiar
- Lolita
- Cái-Cái
- O homem que se atrasou
- Pintada

Seção "Sobrado":
- A vocação do Erasmo
- Judeu
- A respeitável família Malheiros
- Tára
- O baú da esperança

## Recepção
Ao ser lançado, sua autora não era uma desconhecida, pois já havia colaborado em diversos jornais, como consta numa chamada publicada em O Cruzeiro:  "Acaba de aparecer em todas as livarias Porão e sobrado, livro de estreia da senhorinha Lygia Fagundes, conhecida até agora por sua interessante colcaboração nos jornais e revistas da pauliceia".
Como muitas obras de estreia, Porão e sobrado  teve uma recepção crítica que apontou as qualidades do livro e também suas deficências. Dentre os que assinalaram as fragilidades da obra, temos Edgard Cavalheiro, que julgou dever-se isso à pressa da  jovem autora em publicar seu primeiro livro. No entanto, aponta ele, dentre as estreias do período, essa deveria ser "sem a menor dúvida", uma das que mereciam "os mais francos estímulos", saudando-a "não como uma afirmação já plenamente realizada, mas sim como uma das maiores e mais fundamentadas esperanças entre as figuras moças de S. Paulo". 
Segundo Leonardo Arroio, nesse livro havia "uma série de contos que ressaltavam vários defeitos não só de ordem técnica como de estilo. Apesar disso, seus trabalhos mostravam claramente as possibilidades futuras da jovem ficcionista". 
Rubens do Amaral também apontou a pressa da jovem autora, não deixando porém de tratar das qualidades do livro. "Anotem este nome: Lygia Fagundes. Será o de uma grande novelista. É o que afirma seu livrinho, Porão e sobrado", diz ele no começo de sua crítica, para dizer em seguida: "Um livro que saiu antes do tempo. Lygia Fagundes teve excessiva pressa de publicar uma coleção de contos, dos quais uns poderiam ser assinados por qualquer dos novos contistas brasileiros de primeira plana, ao passo que outros traem ainda os defeitos de todos os principiantes. Destes nada digamos. Daqueles, porém, façamos o elogio, que não é somente um prêmio de animação, que é também uma questão de justiça". Lygia Fagundes tem todas as qualidades para ser uma grande contista brasileira, exceto a maturidade. O que lhe falta, porém, virá com o tempo. O outro livro de contos, que virá, já não será uma promessa, será o êxito, que o seu talento lhe garante. Com uma condição única: substitua ela a pressa pela paciência...", diz ele ao final.
O jornal O Malho, do Rio de Janeiro, apontou o livro como sendo, "talvez, um dos melhores livros de contos brasileiros do ano. Trabalho de estreia, evidentemente, mas trabalho realizado com a segurança e o desembaraço de quem domina completamente o métier".
Moacir Werneck de Castro, ao elogiar o lançamento de Praia viva, lembrou como Porão e sobrado "mereceu referências entusiasmadas da crítica". 
Para Nelson Werneck Sodré, "o livro é, realmente, a mais bela promessa no gênero. Os contos que encerra são bem urdidos. Os diálogos se apresentam muito próximos da realidade. As cenas têm vida. [... Els ficam na memória de quem os lê. Na tristeza da monotonia da produção comum dos contos brasileiros havia mesmo necessidade de ampliar o número dos que sabem tratar o gênero". Diz ainda Sodré: "Não há, entre estes contos, um que seja frio e sem qualidades. Em todos eles se encontra alguma coisa viva, um diálogo, uma figura, uma situação. Este Porão e sobrado é uma grande promessa porque se adivinha que, sendo estreia ótima, pode ampliar-se em apuramento considerável de qualidade".
Após sua publicação, o livro não foi mais reeditadol. Nem tampouco os contos que fazem parte dele, como também os do seguinte, Praia viva. Se alguns poucos críticos apontaram algumas fragilidades no livro, mas chamaram também a atenção para suas qualidades; e se a maioria da crítica viu no livro uma grande estreia, a autora, no entanto, resolveu retirá-lo do rol de suas obras, pois, segundo ela, "a pouca idade não justifica o nascimento de textos prematuros".
Mais tarde, Lygia Fagundes Telles diria, ao lembrar-se da pressa de quando mais nova: "gênio é paciência".

## Por que a pressa
Em 1943, numa entrevista, a autora disse: "[...] pensava que o mundo ia acabar. Tinha horror aos boatos de guerra. Foi em 38".  